# Marcus Herz

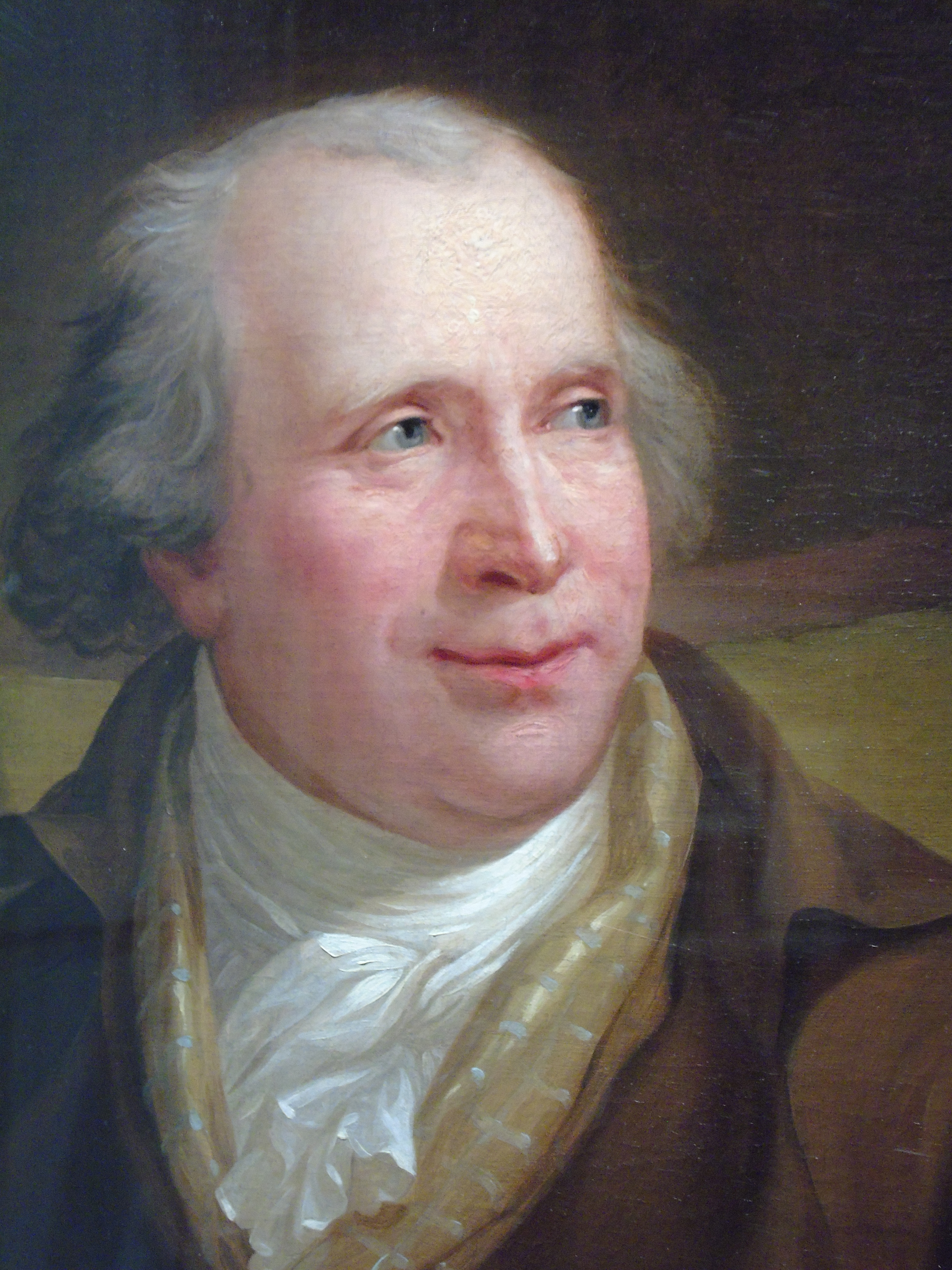
Marcus Herz, Gemälde von Friedrich Georg Weitsch (1795)

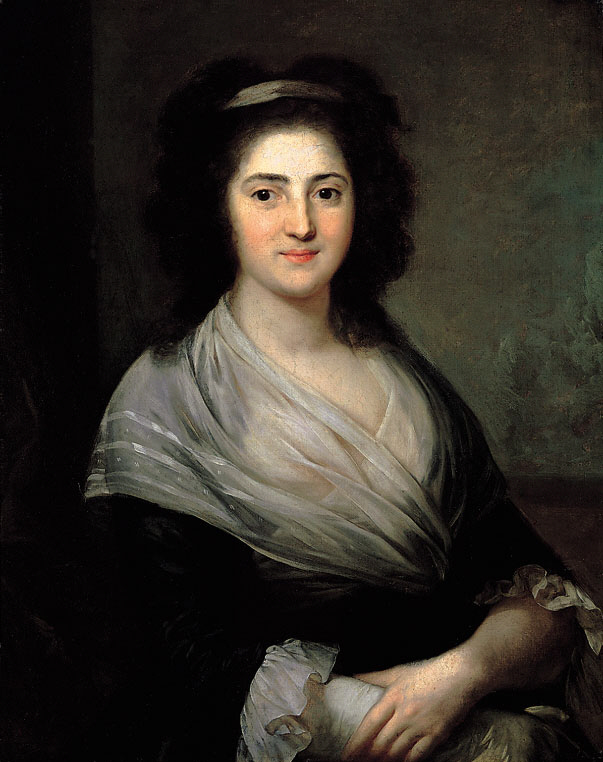
Henriette Herz; Gemälde von Anton Graff, 1792

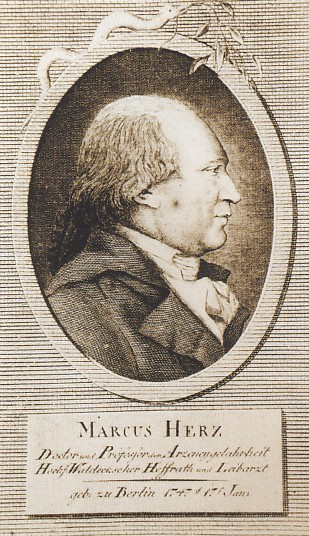
Marcus Herz

Marcus Herz (auch Markus Herz; * 17. Januar 1747 in Berlin; † 19. Januar 1803 ebenda) war ein deutscher Arzt und Philosoph der Aufklärung. Er war mit der Salonnière Henriette Herz verheiratet.

## Leben
Marcus Herz wurde 1747 als Sohn armer Eltern geboren, der Vater war als Thoraschreiber der Berliner Jüdischen Gemeinde tätig. Seine Eltern sahen für ihren Sohn eine kaufmännische Laufbahn vor und schickten ihn 1762 nach Königsberg, wo er eine Lehre bei einem Kaufmann begann, diese aber schon nach kurzer Zeit abbrach. Stattdessen schrieb er sich 1766 an der Universität Königsberg für ein Studium der Medizin und Philosophie ein. Hier besuchte er unter anderem Vorlesungen bei Immanuel Kant, der sein Talent erkannte und diesen Aufklärer als einen seiner Lieblingsschüler mit Empfehlungsschreiben u. a. an Moses Mendelssohn ausstattete.
Marcus Herz wurde beschrieben als „klein von Figur, durch eine schiefe Schulter verunstaltet, aber mit Augen, die von hoher Intelligenz zeugten“.
Aus finanziellen Gründen brach Marcus Herz sein Studium in Königsberg 1770 ab und ging im September desselben Jahres nach Berlin zurück. Hier vermittelte ihn Moses Mendelssohn an David Friedländer, der Marcus Herz das Medizinstudium am Berliner Collegium medico-chirurgicum ermöglichte. Um den Doktorgrad erlangen zu können, schrieb er sich 1772 an der Fridericiana in Halle ein, wo er schließlich 1774 mit seiner Dissertation De varia naturae energia in morbis acutis atque chronicis den Doktor der Medizin erlangte.
Er kehrte nach Berlin zurück und erhielt eine Assistenzarztstelle am Jüdischen Hospital, dessen Leiter er 1782 wurde. In den folgenden Jahren stieg er zu einem der angesehensten jüdischen Ärzte Berlins auf. Ab 1776 hielt Marcus Herz vor einem ausgewählten Publikum Vorlesungen über Medizin, Philosophie und Experimentalphysik. Hörer waren in den folgenden Jahren unter anderem Alexander und Wilhelm von Humboldt, Karl Abraham von Zedlitz und Mitglieder der Königsfamilie um Friedrich II. Für sein berufliches Engagement wurde er 1785 vom Fürsten von Waldeck zum Leibarzt und Hofrat ernannt und erhielt zwei Jahre später durch König Friedrich Wilhelm II. den Titel eines Professors der Philosophie auf Lebenszeit mit jährlichem Gehalt. Eine Aufnahme in die Königlich Preußische Akademie der Wissenschaften wurde ihm als Mitglied der jüdischen Gemeinde Berlins jedoch verweigert.
Bereits 1779 hatte Marcus Herz die Tochter des portugiesischen Arztes und Direktors des Jüdischen Hospitals Benjamin de Lemos, Henriette de Lemos geheiratet. Beide wurden in den folgenden Jahren Gastgeber eines Berliner Salons, der ein zentraler Treffpunkt für hochgestellte Gäste aus Politik und Kultur wurde. Karl Philipp Moritz wurde ein Freund Marcus Herz’ und für viele Jahre zudem sein Patient. Auch Gotthold Ephraim Lessing, Salomon Maimon, Johann Jacob Engel und Alexander von Humboldt  zählten zu seinem Freundeskreis. Marcus Herz starb 1803 an einer Lungenkrankheit. Sein Tod wird in Leopold Friedrich Günther von Goeckingks Gedicht Marcus Herz, gestorben den 20sten Januar 1803 reflektiert.
Marcus Herz gehörte zu den Kritikern der zu Beginn des 19. Jahrhunderts in verschiedenen deutschen Staaten (teils als Zwangsmaßnahme) eingeführten Pockenschutzimpfung, deren Folgen er als medizinisch noch ungenügend erforscht bewertete.

## Werke
- Betrachtungen aus der spekulativen Weltweisheit. Königsberg 1771.
- Freimüthige Kaffeegespräche Zweier Jüdischer Zuschauerinnen über den Juden Pinkus. Berlin 1772
- Versuch über den Geschmack und die Ursachen seiner Verschiedenheit. Mitau 1776 / Zweyte vermehrte und verbesserte Auflage. Berlin 1790
- Briefe an Ärzte. Berlin 1777.
- Grundriß aller medizinischen Wissenschaften. 1782.
- Versuch über den Schwindel. 1786. (Herausgegeben von Bettina Stangneth. Hamburg: Meiner, 2019. Mit den Ergänzungen von 1797 und 1798, Einleitung, Werkverzeichnis und Anmerkungen von der Herausgeberin. ISBN 978-3-7873-3447-6)
- Geschichte seiner [Moses Mendelssohns] letzten Krankheit und seines Todes. 1786.
- Grundlage zu den Vorlesungen über die Experimental-Physik. 1787.
- Ein Sendschreiben an die Redaktion der Meassefim über das zu Frühe Beerdigen der Todten bei den Juden. 1789
- Etwas Psychologisch-Medizinisches : Moritz Krankengeschichte. Jena, 1798